# Кема (приток Ухтомы)
Кема — река в России, протекает по Первомайскому району Ярославской области. Длина реки составляет 22 км. Площадь водосборного бассейна — 134 км².
Исток реки находится около деревни Норкино рядом с границей Вологодской области. Река течёт на запад и северо-запад. Протекает мимо деревень Починок, Холм, Аниково, Вараково, Дубасово и Дор. Вараково расположено в устье левого притока — реки Кибрик. Ниже деревни Дор впадает правый приток — Глухой. Далее река течёт по ненаселённой лесной местности. Устье реки находится в 53 км по левому берегу реки Ухтома у нежилой деревни Лысухино. Перед впадением в Ухтому принимает правый приток Коровинский.

## Данные водного реестра
По данным государственного водного реестра России относится к Верхневолжскому бассейновому округу, водохозяйственный участок реки — Рыбинское водохранилище до Рыбинского гидроузла и впадающие в него реки, без рек Молога, Суда и Шексна от истока до Шекснинского гидроузла, речной подбассейн реки — Реки бассейна Рыбинского водохранилища. Речной бассейн реки — (Верхняя) Волга до Куйбышевского водохранилища (без бассейна Оки).
Код объекта в государственном водном реестре — 08010200412110000009939.

## Топографические карты
- Исток и верховья Лист карты O-37-57 Пречистое. Масштаб: 1 : 100 000. Состояние местности на 1986 год. Издание 1990 г.
- Среднее течение Лист карты O-37-56 Коза. Масштаб: 1 : 100 000. Состояние местности на 1981 год. Издание 1986 г.
- Устье Лист карты O-37-44 Кукобой. Масштаб: 1 : 100 000. Состояние местности на 1982 год. Издание 1986 г.